# چارلز مورتون (دوچرخه‌سوار)
چارلز مورتون (انگلیسی: Charles Morton; ۱ اکتبر ۱۹۱۶ – ۲۰ دسامبر ۱۹۹۶) دوچرخه‌سوار اهل ایالات متحده آمریکا بود. وی در بازی‌های المپیک تابستانی ۱۹۳۶ شرکت کرده است.